# Pablo Luna Álvarez
Pablo Luna Álvarez, més conegut com Pablo Luna és un músic i cantautor espanyol.
El 2020, Pablo Luna va fer el seu debut en l'escena musical amb el llançament de la seva primera cançó, Amanece. Aquesta balada introspectiva i melòdica va aconseguir captar l'atenció d'un públic creixent, destacant per la seva capacitat per a transmetre emocions profundes a través de lletres sinceres i una veu càlida. Amanece va marcar l'inici de la seva carrera, presentant a Pablo com un artista amb una proposta fresca i personal.
Després de l'èxit del seu primer senzill, Pablo va continuar treballant en la seva música i en 2022 va llançar dues noves cançons que van reafirmar el seu estil. La Moneda i Dulce Diferencia són composicions que reflecteixen l'evolució del seu so, fusionant elements del pop i la música de cantautor amb influències de la música pop espanyol. En aquestes cançons, Pablo explora temes com l'amor, la incertesa i la cerca d'identitat.
L'estiu de 2024 va marcar una altra fita en la carrera de Pablo Luna amb el llançament de la seva quarta cançó Jo vull ser. Aquest tema, cantat en català, mostra la seva versatilitat com a compositor i cantautor.

## Discografia

### Senzills

#### Com a artista principal
| Títol            | Any  |  |  |  |
| ---------------- | ---- |  |  |  |
| Títol            | Any  |  |  |  |
| Comença el dia   | 2020 |  |  |  |
| La Moneda        | 2022 |  |  |  |
| Dolça Diferència | 2022 |  |  |  |
| Jo Vull Ser      | 2024 |  |  |  |

| Títol            | Detalls                                                         |
| ---------------- | --------------------------------------------------------------- |
| Dulce Diferencia | - Llançament: Pròximament - Discogràfica: – - Format: Streaming |